# Merodoras
Merodoras is een monotypisch geslacht van straalvinnige vissen uit de familie van de doornmeervallen (Doradidae).

## Soort
- Merodoras nheco Higuchi, Birindelli, Sousa & Britski, 2007